# Shāyengān
Shāyengān (persiska: شاينگان) är en ort i Iran.   Den ligger i provinsen Kermanshah, i den västra delen av landet, 500 km väster om huvudstaden Teheran. Shāyengān ligger 1 617 meter över havet och antalet invånare är 167.
Terrängen runt Shāyengān är kuperad. Runt Shāyengān är det ganska tätbefolkat, med 72 invånare per kvadratkilometer. Närmaste större samhälle är Javānrūd, 14,5 km nordost om Shāyengān. Trakten runt Shāyengān består i huvudsak av gräsmarker.